# Посохов, Фёдор Фёдорович
Фёдор Фёдорович Посохов (15.12.1918 — 19.09.2007) — помощник командира взвода 43-й отдельной инженерно-минной роты 37-й механизированной бригады (1-й механизированный корпус, 2-я гвардейская танковая армия, 1-й Белорусский фронт) старшина, участник Великой Отечественной войны, кавалер ордена Славы трёх степеней.

## Биография
Родился 15 декабря 1918 года в селе Петропавловка (ныне не существует, было в Табунском районе Алтайского края) в семье крестьянина. Русский. Окончил начальную школу. Работал в колхозе. В 1939 году переехал в Чернышевский район Читинской области (ныне – Забайкальский край), работал кузнецом на шахте.
В марте 1942 года был призван в Красную Армию Чернышевским райвоенкоматом Читинской области. Зачислен в формируемую в Забайкалье 321-ю стрелковую дивизию. В составе этой дивизии, в марте 1943 года преобразованной в 82-ю гвардейскую, прошёл весь боевой путь. участие в обороне Сталинграда, в Курской битве, в освобождении Донбасса, Одессы, Румынии, Польши, Германии в составе Донского, Южного, 3-го Украинского и 1-го Белорусского фронтов.
С августа 1942 года участвовал в боях с захватчиками под Сталинградом, воевал в составе миномётного расчёта. В боях на Дону был тяжело ранен, после госпиталя вернулся в свою часть. С этого времени воевал в дивизионной разведке, разведчиком 83-й отдельной гвардейской разведывательной роты. Воевал на Сталинградском, Южном, 3-м Украинском и 1-м Белорусском фронтах.
Первой боевой наградой стала медаль «За отвагу». Награждён за то, что в апреле 1944 года в бою при разгроме узла сопротивления лично захватил пленного, уничтожил 2 гитлеровцев.
В ночь на 15 декабря 1944 года в районе юго-западнее населённого пункта Грабув-Залесны (Польша) гвардии ефрейтор Посохов, действуя в составе группы захвата, прошёл проволочные заграждения противника, вторым ворвался в траншею и гранатами забросал блиндаж. Когда вражеские автоматчики оказали сопротивление, гранатами уничтожил их, чем дал возможность взять «языка».
Приказом по частям 82-й гвардейской стрелковой дивизии от 18 декабря 1944 года (№ 81/н) гвардии ефрейтор Посохов Фёдор Фёдорович награждён орденом Славы 3-й степени.
В ночь на 20 января 1945 года под городом Рава-Мазовецка (Польша) гвардии ефрейтор Посохов в числе группы конных разведчиков проник в расположение противника, захватил в плен 2 и уничтожил 4 вражеских солдат. 25 января снова в составе группы захвата участвовал в ночном поиске в районе города Лодзь (Польша). В завязавшейся схватке уложил на месте 5 и пленил с бойцами 4 гитлеровцев.
Приказом по войскам 8-й гвардейской армии от 17 марта 1945 года (№ 526/н) гвардии ефрейтор Посохов Фёдор Фёдорович награждён орденом Славы 2-й степени.
На завершающем этапе войны участвовал в штурме Берлина. 28 апреля 1945 года при штурме дома, превращённого в опорный пункт, с четырьмя разведчиками внезапно ворвался в расположение противника. Фаустпатроном уничтожил пулемётчика, огнём из автомата, гранатами и в рукопашном бою уничтожил до 20 гитлеровцев, 14 взял в плен. Был ранен в ногу. Был представлен к награждению орденом Славы 1-й степени.
В октябре 1945 года старший сержант Посохов демобилизован.
Указом Президиума Верховного Совета СССР от 15 мая 1946 года гвардии ефрейтор Посохов Фёдор Фёдорович награждён орденом Славы 1-й степени. Стал полным кавалером ордена Славы.
В декабре 1945 года вернулся на родину. Работал сапожником на Табунском райпромкомбинате, заведующим производством в детском доме, сапожным мастером, пожарным на Красногоровском огнеупорном заводе имени В. И. Ленина, (1950-1953 – в Донецкой области). Затем снова вернулся домой, работал сезонным механиком, пилорамщиком, каменщиком строительного участка, бондарем строительного цеха, путевым рабочим, обувщиком сапожного цеха на Кулундинском комбинате бытового обслуживания, мастером-обувщиком, столяром.
В 1969 году переехал в город Красногоровка Донецкой области. До выхода на пенсию в 1978 году работал плотником ЖКО завода имени Ленина, некоторое время продолжал работать плотником. В 1990-е годы переехал в город Донецк. Умер 19 сентября 2007 года.

## Награды
- Орден Отечественной войны I степени (11.03.1985)[4]

- Полный кавалер ордена Славы:
  - орден Славы I степени (15.05.1946)[5];
  - орден Славы II степени (17.03.1945)[6];
  - орден Славы III степени (18.12.1944)[7];
- медали, в том числе:
  - «За отвагу» (14.04.1944)[7]
  - «За боевые заслуги» (18.12.1944)[8]
  - «За оборону Сталинграда» (14.04.1944)[9]
  - «За освобождение Варшавы» (9.6.1945)[10]
  - «За взятие Берлина» (9.6.1945)[11]
  - «В ознаменование 100-летия со дня рождения Владимира Ильича Ленина» (6 апреля 1970)
  - «За победу над Германией в Великой Отечественной войне 1941—1945 гг.» (9 мая 1945[12])[13]
  - «20 лет Победы в Великой Отечественной войне 1941—1945 гг.» (7 мая 1965[14])
  - «30 лет Победы в Великой Отечественной войне 1941—1945 гг.»[15]
  - 40 лет Победы в Великой Отечественной войне 1941—1945 гг.[16]
  - «30 лет Советской Армии и Флота»[17]
  - «40 лет Вооружённых Сил СССР»[18]
  - «50 лет Вооружённых Сил СССР» (26 декабря 1967[19])
- Знак «25 лет победы в Великой Отечественной войне» (1970)
- Украина
- Орден Богдана Хмельницкого (Украина)

## Память
- На могиле установлен надгробный памятник.
- Его имя увековечено в Главном Храме Вооружённых сил России, и навсегда запечатлено на мемориале «Дорога памяти».
- Установлен бюст на Мемориале Славы в селе Табуны.
- Почетный гражданин Марьинского района Донецкой области.